# Henryk Stroka
Henryk Stroka (ur. 17 listopada 1839 w Bączalu Górnym, zm. 27 sierpnia 1896 w
Rzeszowie) – powstaniec styczniowy w randze porucznika, społecznik, wieloletni pracownik seminariów nauczycielskich, patriota, poeta, pisarz, pedagog i metodyk. Radny Miasta Rzeszowa. Profesor szkół Rzeszowa i Krakowa.

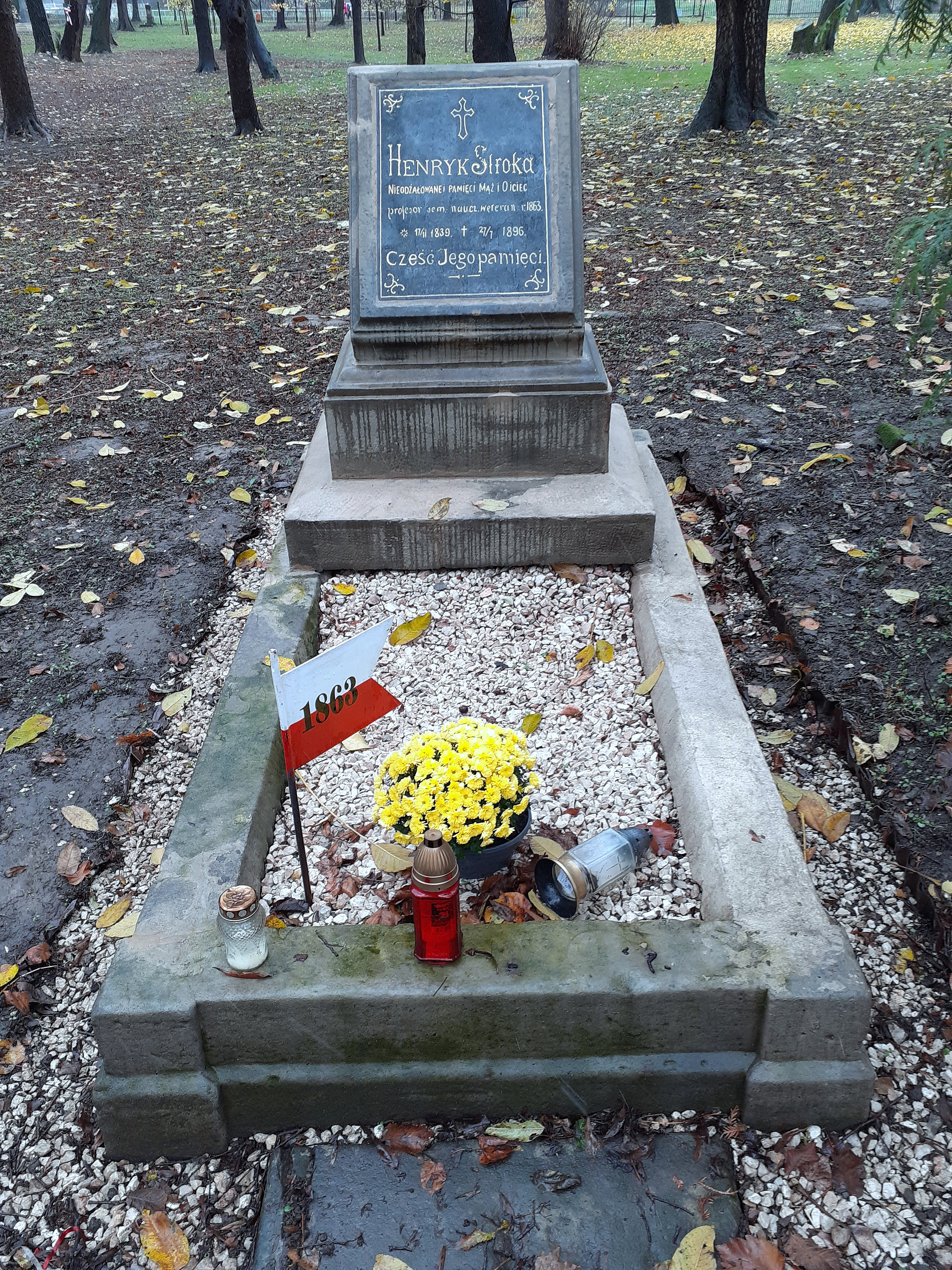
Nagrobek Henryka Stroki

## Życiorys
Urodził się 17 listopada 1839 w Bączalu Górnym w rodzinie chłopskiej jako syn Wincentego (zarządcy majątków dworskich) i Marianny Marii pochodzącej z rodziny Słomków. Starszy brat Henryka – Wincenty Stroka, był profesorem w gimnazjum nowodworskim św. Anny w Krakowie oraz poliglotą i tłumaczem literatury polskiej i europejskiej. Henryk został ochrzczony w kościele św. Mikołaja w Bączalu Dolnym. Prawdopodobnie (nie można tego udokumentować) Henryk Stroka ukończył szkołę ludową w Bączalu Dolnym i wstąpił do Gimnazjum i Liceum im. Juliusza Słowackiego w Przemyślu, po czym został studentem wydziału prawa na Uniwersytecie Franciszkańskim we Lwowie. W czasach studenckich rozpoczął działalność w tajnych organizacjach patriotyczno-niepodległościowych.
Brał udział w powstaniu styczniowym w 1863, najpierw jako szeregowiec, a potem jako porucznik w batalionie Wysockiego w bitwie pod Radziwiłłowem (zakończonej niepowodzeniem 2 lipca 1863 oraz batalionie Śląskiego pod Łąckiem i Borowem. Po upadku powstania „skompromitowany politycznie” przebywał dwa miesiące w więzieniu we Lwowie.
Objął stanowisko guwernera w domu Tarnowskich, gdzie poznał Stanisława Tarnowskiego, późniejszego profesora Uniwersytetu Jagiellońskiego. W Chorzelowie powstało jego pierwsze osiem wierszy.
Wkrótce Stroka porzucił studia prawnicze i zapisał się na Wydział Filozoficzny Uniwersytetu Jagiellońskiego.
Po ukończeniu studiów otrzymał posadę w Gimnazjum św. Jacka w Krakowie, gdzie uczył około roku. Następnie pracował jako starszy nauczyciel w Seminarium Nauczycielskim Męskim w Krakowie, a także od 1876 roku był członkiem Komisji Egzaminacyjnej Nauczycieli i Nauczycielek Pospolitych Szkół Ludowych i Wydziałowych, pracował również w Szkole Głównej Dziewcząt u sióstr franciszkanek przy klasztorze św. Jędrzeja w Krakowie. Uczył języka polskiego, historii i geografii.
10 kwietnia 1879 Henryk Stroka przestał być nauczycielem Seminarium Nauczycielskiego Męskiego (odwołało go Ministerstwo Oświaty).
W Krakowie mieszkał około 13 lat. W tym czasie założył rodzinę, wraz z żona Honoratą mieli pięcioro dzieci.
Usunięty z Seminarium Nauczycielskiego Męskiego w Krakowie, jeszcze w tym samym roku otrzymał posadę w Seminarium Nauczycielskim w Rzeszowie – pracował tu jako starszy nauczyciel do śmierci od 1879 do 1896, ucząc języka polskiego.
Jako profesor Seminarium Nauczycielskiego Stroka czynnie uczestniczył w działalności organizacji oświatowych i nauczycielskich. Działał również w Towarzystwie Oświaty na terenie Galicji. Stroka pracował także w Towarzystwie Nauczycieli Szkół Wyższych skupiającym nauczycieli szkół średnich i seminariów nauczycielskich na terenie Galicji, pełniąc funkcje członka zarządu i sekretarza, był też prezesem Rzeszowskiego Towarzystwa Nauczycieli Szkół Wyższych. Był również radnym miasta Rzeszowa.

## Twórczość
Henryk Stroka przekazywał swoje doświadczenia pedagogiczne kolegom, wygłaszając odczyty na okręgowych konferencjach nauczycielskich. Napisał kilka opracowań o charakterze metodycznym, jak na przykład: „Praktyczny przewodnik udzielania początkowej nauki na podstawie elementarza, część I i II”, „Praktyczny przewodnik do udzielania nauki języka polskiego na podstawie pierwszej książki do czytania i nauki języka polskiego dla szkół ludowych, część III”. Dodatek do pierwszej części na podstawie nowego egzemplarza. „Praktyczny podręcznik do nauczania gramatyki polskiej w szkołach ludowych pospolitych jedno- dwu- trzy i czteroklasowych”. Brał udział w wieczorkach mickiewiczowskich w latach 1886–1890. Na pierwszym z tych wieczorków 11 grudnia 1886 wygłosił słowo wstępne, mówiąc na temat Grażyny i patriotycznych walorów tego dzieła. Przemawiał również w dniu 30 czerwca 1890 na wieczorku mickiewiczowskim z okazji sprowadzenia zwłok Adama Mickiewicza. Mowę zakończył napisanym przez siebie wierszem:
Więc cześć Ci wieszczu cześć!
Z piersi narodu rozbrzmiewa ten chór
Bo Ty zdołałeś nas z nicości wznieść
Zbudzić do życia od morza do gór
Twórczość Stroki, zwłaszcza wiersze, świadczą o wpływie i chęci naśladowania Mickiewicza, był inicjatorem zbudowania w Rzeszowie pomnika Adama Mickiewicza przy ulicy o nazwie polskiego wieszcza. Był także autorem licznych felietonów i rozprawek drukowanych w „Dzienniku Literackim” i „Kurierze Rzeszowskim”.
Pisał wiele opowiadań, np. Z pamiętnika powstańca, Niebezpieczne poselstwo, Odpoczynek posłańca. Tworzył również dramaty, np. Ofiary 1863, i komedie, np. Przegrana Kompania, które wystawiano na kilku scenach teatrów galicyjskich. W 1887, rok po wydaniu wcześniejszych opowiadań, wydrukowane zostało opowiadanie Opryszki w ruinach zamku Odrzykońskiego, a w 1888 roku „Kurier Rzeszowski” opublikował nowelę Światło i cienie
Wiersze Henryka Stroki zostały natomiast wydane w Zbiorze Poezji w 1894 roku w Rzeszowie w wydaniu książkowym, zawierającym 90 stron, w sumie 40 wierszy. Tomik ten znajduje się do dziś w zbiorach Wojewódzkiej Biblioteki Publicznej w Rzeszowie. Dominują w nim motywy narodowo-patriotyczne, religijne, osobiste i problemy kontaktu człowieka z przyrodą oraz epickie wiersze związane z historią powstania styczniowego, np. Bitwa pod Borowem.
Zmarł 27 sierpnia 1896 w Rzeszowie w wieku 57 lat. Został pochowany na Starym Cmentarzu w Rzeszowie. Jego grobem przez kilkanaście lat opiekował się członek Stowarzyszenia Miłośników Skołyszyna i Okolic zamieszkały w Rzeszowie.